# Eva Joly
Eva Joly, nascida Gro Eva Farseth (Grünerløkka, Oslo, 5 de dezembro de 1943) é uma magistrada francesa nascida na Noruega.

## Biografia
Nascida em Grünerløkka, Oslo, mudou-se para Paris com 18 anos para trabalhar como au pair. Lá, contra a vontade de seus pais, casou-se com o filho da família que a hospedou, Pascal Joly (hoje falecido). Eva Joly possui a dupla nacionalidade franco-norueguesa.
Trabalhando como secretária, continuou seus estudos à noite, especializando-se em casos financeiros, e em 1990 passou a integrar a Alta Corte de Paris como juíza investigadora.
Lá, logo ficou conhecida pela sua infatigável luta contra a corrupção, atacando, entre outros, o ex-ministro Bernard Tapie e o banco Crédit Lyonnais. Seu caso mais famoso, no entanto, foi contra a companhia petrolífera francesa Elf Aquitaine. Diante de ameaças de morte, ela continuou as investigações e trouxe à luz diversos casos de fraude.
Em 2002, a revista Reader's Digest designou-a "Europeu do Ano". O filme francês de 2006 L'Ivresse du pouvoir é inspirado pela ação de Eva Joly.
Em março de 2009, Joly era empregada como consultora especial pelo governo islandês para investigar a possibilidade de crimes de "colarinho branco" possam ter ocorrido durante a crise islandesa de 2008-2009. Joly usufrui de uma imensa popularidade junto à maioria da população islandesa e tornou-se um ícone na luta contra possíveis fraudes por parte da elite bancária.
Em 7 de junho de 2009, Joly foi eleita ao Parlamento Europeu pela região Île-de-France pela lista "Europe Écologie", de que ocupava a segunda posição, atrás de Daniel Cohn-Bendit.
Antes de ter sua candidatura confirmada pelos simpatizantes, Joly havia sido frequentemente mencionada como potencial candidata da aliança partidária ecologista Europe Écologie/Les Verts ao posto de Presidente nas eleições previstas para 2012
Após um primeiro e segundo turno de eleições primárias, Eva Joly foi eleita, com 58% dos votos, a candidata oficial de Europe Écologie/Les Verts para as eleições presidenciais francesas de 2012.

## Trabalhos publicados
- Notre affaire à tous, 2000
- Korrupsjonsjeger: Fra Grünerløkka til Palais de Justice, 2001
- Est-ce dans ce monde-là que nous voulons vivre?, 2003
- 9 de maio de 2001 Le Monde, assinado com Renaud van Ruymbeke, Bernard Bertossa e outros magistrados e juízes, intitulado "The black boxes of financial globalization", sobre o Escândalo Clearstream (Clearstream foi qualificado de  "banco de bancos" e acusado de ser uma das principais plataformas de lavagem de dinheiro e evasão fiscal).

## Afiliações
Joly é membro do grupo de conselho do think tank Global Financial Integrity, sediado em Washington.